# Kromosom 2
Kromosom 2 är ett av de tjugotre kromosomparen hos människan. Människor har normalt två kopior av denna kromosom. Kromosom 2 är näst störst av människans kromosomer med fler än 242 miljoner baspar.

## Gener
Det finns över 2500 gener på kromosom 2.